# Vysočina (Chrudim)
Vysočina é uma comuna checa localizada na região de Pardubice, distrito de Chrudim.